# Guraidhoo (Thaa-atol)
Guraidhoo is een van de bewoonde eilanden van het Thaa-atol behorende tot de Maldiven.

## Demografie
Guraidhoo telt (stand maart 2007) 912 vrouwen en 930 mannen.